# Gäddtjärnen (Gåsborns socken, Värmland, 664634-141540)
Gäddtjärnen är en sjö i Filipstads kommun i Värmland och ingår i Göta älvs huvudavrinningsområde.